# Parsua
Parsua, Parsuah, Parshua o Parsuash és un territori que apareix esmentat als texts assiris des del segle ix aC. Els estudis recents localitzen aquest territori a la comarca de la moderna sanandaj, a l'Iranoccidental. No s'ha de confondre amb Parsuwash, que apareix també sota els noms Parsumash, Parsamish, Parsuash, Parsuah o Parsa, i que estava molt més al sud (el modern Fars). Parsua tenia al sud el país de Namri i a l'est el Misu (Misianda).
Salmanassar III esmenta una campanya empresa a Parsua o Parsuah, el país dels perses l'any 16 del seu regnat (845/844 aC).
Aquesta fou la seva segona expedició a Zamua i Namri. A Namri, governava un príncep de nom Marduk-shum-udanmiiq, d'origen babiloni, que fou expulsat pels assiris i un príncep local del districte de Bit-Khamban, de nom (o títol) Yanzu, fou posat al seu lloc. Al cap de 8 anys (836 aC), el nou príncep va refusar el tribut anual i el rei Salmanassar va creuar el Zab i va envair altre cop el país. Yanzu va fugir a les muntanyes i el país fou assolat i deixat buit (finalment, fou atrapat i portat a Assíria). Salmanassar, content amb aquest petit èxit, es va dirigir llavors cap al nord a territori de Parsua, que estava dividit en almenys 27 prínceps, els quals van pagar tribut; després, girant cap a l'est, va entrar al país d'Ellipi, que era habitat pels madai (pels clans medes), on diverses ciutats foren saquejades, si bé no va passar de ser una ràtzia de saqueig; va retornar per la via del sud, passant prop de la moderna Hulwan. Aquesta és la primera referència escrita de la segona migració de les tribus indo-europees que entrarien en relació amb les cultures de l'Antic Orient.
El 829 aC [13] el rei d'Assíria Salmanassar III va enviar un exèrcit a Khubushkia manat pel tartan Ashur-Dayan, que va atacar els districtes fronterers i va reclamar el tribut al príncep local (avui Djelamerk) que es deia Datana, que va pagar immediatament. Després, l'exèrcit assiri va passar al Mutsatsir o Musasir (entre el mont Djelo i l'Ushnu), que no va poder sotmetre tot i ocupar la fortalesa de Sapparia i devastar altres 50 pobles. L'exèrcit assiri va entrar al regne de Gilzan (regió de Salmas, al nord-oest del llac Urmia) on el rei Upu va acceptar de pagar tribut. D'allí, els assiris es van dirigir a Man o Minni (Manna), a la zona del llac Urmia, (al sud de la ciutat d'Urmia) on era rei Ualki, que va fugir a les muntanyes sense sotmetre's, però la seva capital Zirta (Izirta) fou destruïda, i la regió assolada i cremada en la manera habitual. Va tornar per la part sud del llac, on diversos petits estats foren saquejats i arribà a Parsua, on altre cop fou cobrat el tribut que va pagar el príncep Mannash de Burir (un dels 27 principats de Parsua) i el príncep d'Andria (o Andia?); altres territoris de Parsua foren saquejats, entre els quals les ciutats de Shalatamanu, Bastu i Kiniyamana. Seguidament, la terra de Namri fou envaïda; els habitants van fugir a les muntanyes i abandonaren tots els seus béns; el tartan va saquejar, destruir i cremar 250 pobles i retornà a Assíria per Hulwan.
La tercera campanya de Shamshi-Adad V, el 819 aC, fou contra la part oriental i el nord de l'imperi amb la idea de prevenir una aliança entre Manna, els clans medes i Urartu. Els països de Khubuskia i de Parsua foren els objectius; el rei Dadi de Khubuskia va pagar tribut, igual que els prínceps de Parsua (ara eren 28), on les ciutats de Samasha i Karsibuta foren conquerides per rendició, el país de Guinunbuda es va sotmetre i la fortalesa d'Urash ocupada; el rei Pirishati fou fet presoner. Després de creuar aquests territoris, l'exèrcit va arribar a la costes del llac Urmia i després cap a Mataa (Mèdia), on les forces medes foren derrotades i perseguides fins a la Muntanya Blanca (potser l'Helwand prop d'Ecbàtana), on va aniquilar 2.300 guerrers del príncep mede Khanaziruka; la capital Sagbita fou destruïda, igual que un bon nombre de ciutats; en la tornada, els assiris van matar mil guerrers del príncep Munisuarta d'Araziash. El nom dels 28 reis de Parsua es donen en la inscripció junt amb el nom dels seus principats; molts en porten noms preiranians però almenys 10 en porten noms iranians.
En els següents anys, Parsua no s'esmenta però les llistes d'epònims informen de set expedicions contra Mataa (809, 800, 799, 793, 792, 788 i 766 aC) i dues contra Manna (807 i 806). Segons una inscripció del 802 aC, l'imperi reclamava sobirania sobre Ellipi, Ḫaṛḫar, Araziaš, Messi, Mataa, “tot el Gizilbundi”, Manna, Parsua, Allabria, Abdadana i Andia. Al segle viii aC, l'enfrontament entre el partit militar dirigit pel mateix rei, i el partit dels sacerdots i comerciants, van portar la decadència a Assíria, cosa que va aprofitar Urartu per avançar posicions i es va apoderar de part del territori de Manna i de Parsua. Els intents d'Assíria de recuperar aquests territoris no van reeixir.
El 744 aC, l'exèrcit assiri va remuntar el Diyala, va creuar el territori de Namar (Namri) i va entrar a Bīt-Ḫamban i a Parsua, que va ocupar. En una ciutat, Teglatfalassar III va alliberar alguns presoners després de tallar-los els dits perquè no poguessin tornar a combatre, però sí treballar. Un fragment parla de la conquesta del poble d'Erinziaš a l'Iran occidental, de la fugida de Ramatea, príncep d'Araziaš, i que els assiris es van apoderar de ramats i de lapislàtzuli emmagatzemat. El resultat principal de la campanya fou la conversió de Parsua i Bit Hamban (Bīt-Ḫamban, Bit Khamban) en províncies assíries (amb aquests noms) a les quals es van afegir algunes regions perifèriques (especialment Bit Zittti o Bīt-Zitti, inclosa Parsua), províncies que van restar part d'Assíria fins al final de l'imperi. A Parsua, a mitjan segle viii aC, un líder de nom Tunaka havia iniciat la unificació i s'havia apoderat de diversos districtes veïns, segurament aliat a Urartu, cosa que havia obligat els assiris a reaccionar. En els annals, s'esmenta la capital de Tunaka, que era Nikur o Niqur, que després fou capital de la província de Parsua. En una expedició del 740 aC, Teglatfalassar III va imposar a les terres situades entre Parsua (al nord) i Mataa (al sud) un tribut de 9 tones de lapislàtzuli i 15 tones d'objectes de bronze.
Aquesta àrea és identificada com a Parsuah per una inscripció de Sargon II (vers 721-705 aC) i en aquest moment era una província assíria. Sargon II va envair (716 aC) la Mèdia occidental, on va derrotar el príncep o governador de Kishesim (Kišesim), que tenia un nom assiri (Bel-Shar-usur) segurament perquè la influència assíria a la zona ja tenia uns anys; es va establir el culte assiri i el nom de la ciutat fou canviat a Kar Adar, i s'hi va erigir una estela; la zona fou erigida en província amb capital a Kar Adar i abraçava la major part de Parsua, amb els districtes de Bit Sagbat, Bit Khirmani, Bit Umargi i altres ciutats. La ciutat de Kharkhar (Ḫaṛḫar), el governant de la qual havia estat expulsat, va córrer la mateixa sort i el seu nom va esdevenir Kar-Sharrukin (Ciutat de Sargon) i fou colonitzada per captius i erigida en capital d'una nova província (anomenada Kharkhar). Karallu fou unida a la província de Lullume (Lullu, Lullubi/Zamua). Altres territoris foren agregats a la província de Parsua. Itti, rei d'Allabria, fou deportat a Hamath i el tron concedit a Bēlapaliddina (Belapalidin), que fou un lleial vassall asiri. Més tard, els assiris van crear les províncies de Kār-Kašši o Bīt-Kāri (Kar Kassi, o Bit Kari), de Saparda, i de Mādāya (Mèdia), que van conservar, això no obstant, una àmplia autonomia interna.
El 708 aC, va fer una expedició a l'est cap al Zab Inferior i el Diyala, i establí la frontera al nord, a les muntanyes Gizilbundi (Qāflān-kūh) i a la regió de Zandjan-Qazvín (Zanǰān-Qazvīn), mentre al sud la frontera passava pel mont Alvand, al nord de la vall de Kermansah i les valls tributàries del Diyala. Dins del territori assegurat, hi havia Zamua, Parsua, Bit Hamban, Kishesim i Kharkhar.
Sennàquerib (704-681 aC), el fill de Sargon II, va fer una expedició a Ellipi, contra el príncep Aspabara (de nom irànic), fill de Talta, a qui els assiris havien posat al tron el 708 aC. La província de Bit Barrua (Bīt-Barrūa) fou segregada d'Ellipi i agregada a Kharkhar. Al final de la campanya, es va cobrar tribut dels "llunyans medes" que mai n'havien pagat abans.
El 692 aC, els babilonis, dirigits per Mushezib-Marduk (Mušezib-Marduk), van preparar una coalició amb les tribus dels Zagros (Parsua, Ellipi, Puqudu, Gambuli), alguns estats caldeus entre els quals s'assenyala el príncep Samunu o Nabu Shuma Ishkun de Bit Yakuni (Bit Yakin), fill de Merodac-baladan, i amb els elamites, al nou rei dels quals, Umman-minanu o Humbanumena III (Ḫumban-nimena II), van oferir els tresors de l'antic temple d'E-sagila com a estímul perquè es posés al seu costat. Molts pobles de les províncies assíries de nova creació es van posar també contra els assiris. El cap militar elamita fou Humban-untash (Ḫumban-untaš); es va lliurar la Batalla d'Halule prop del Tigris (a la zona de la moderna Samarra), a Mesopotàmia (692 aC), on Senaquerib considera que va obtenir la victòria absoluta, però els babilonis diuen que no va tenir resultat decisiu.
Durant el regnat d'Assarhaddon (680-669 aC), els escites-cimmeris assentats a la regió que després fou la Sacasene van començar a atacar la frontera assíria. El 679 aC, el rei cimmerioescita Teušpa va envair Assíria, però fou rebutjat; en aquest temps, ja un cos d'escites servien en l'exèrcit assiri. Entre 679 i 677 aC, els assiris van atacar els revoltats maneus o manneus (de Manna) aliats als escites, dirigits per Ishpakaia (Išpakaia) i els assiris van fer una incursió a l'est fins a Patusharra (Patušarra, antic persa Pātišuvari, elamita Pattišmarriš, persa mitjà Padišxwārgar, grec Choarene, situat a l'est de Māzandarān), al nord-est del mont Bikni. El 676 aC, uns caps medes, Uppis de Partakka (grec Paraitakene, llatí Paraetacene, seria la moderna Esfahan), Zanasana de Partukka (a Hircània, lloc desconegut), i Ramataia d'Urakazabarna (Hircània, modern Gorgān, atacats per prínceps veïns o per caps escites, van demanar ajut a Assíria. Com que les expedicions a l'est cada vegada costaven més, el rei va decidir dedicar-se a consolidar el seu poder a Zamua, Parsua i Mèdia i, el 672 aC, va concertar tractats en aquest sentit amb els prínceps medes. Els medes es van desplaçar al sud mentre els cimmerioescites s'establien a Parsua.
Vers el 671 aC, les províncies medes es van revoltar. La direcció va correspondre a Kaštariti de Karkašši, Dusanni de Saparda, i Mamitiaršu de Maday o Mataa, que van aconseguir l'aliança de Manna, dels cimmeris i dels escites (aquests dirigits per Partatua). Kishesim i la província a l'oest d'aquesta, Bit Hamban, foren atacades. Vers el 670, la regió de Kišesim o Kishesim (també Kišesi, Kišasa, Kišusimai, probablement al nord-oest de Hamadan) fou atacada pels medes i la seva capital Kišasa (probablement Ecbàtana/Hamadan) fou capturada (o almenys va estar a punt de ser-ho). Assíria va intentar negociar i el rei escita va demanar la mà d'una princesa assíria, i en el document agafa el títol de rei del país d'Ishkuza (Iškuza), que no ha estat identificat i es pensa que podria estar cap a Elam. El resultat final no es coneix, però els assiris van conservar essencialment Parsua, Zamua, Kishesim i Kharkhar, però Mèdia es va fer independent. El 669 aC, una carta dels arxius reials assiris l'esmenta com estat independent junt amb Urartu, Manna i Khubushkia (Hubuškia) i això es repeteix en el període del 669 al 662 aC, tot i que formalment Assíria en reclamava encara la sobirania.
Els escites i cimmeris es van aliar a Manna, van conquerir la fortalesa de Dūr-Ellil i van atacar l'establiment de Šarru-iqbi, que van ocupar. Els territoris perifèrics com Allabria foren també ocupats i Manna i Assíria van esdevenir frontereres des de Mèdia al Gran Zab. Però sota Assurbanipal, vers el 659 aC, els assiris van recuperar el control; arribaren a Izirtu, la capital de Manna (que no van poder ocupar) i el poble es va revoltar contra el rei Akhsheri (Ahšeri) i el van matar i van passejar el seu cadàver pels carrers. Els seus germans, família i clan foren morts per les armes. Un fill, Ualli, es va escapar de la matança i va esdevenir després rei, i va esdevenir aliat assiri, assegurant així la seguretat al nord de Parsua.
Després de la derrota d'Elam, el 643 aC, el rei Kurash (Kuraš) de Parsuwash (Cir I d'Anzan), que dirigia un grup de tribus iràniques, va enviar a Níniveh com a ostatge el seu fill gran Arukku, amb diversos regals. Per un temps, els perses van reconèixer la sobirania d'Assíria en comptes de la d'Elam; però vers el 626 aC l'imperi va entrar en descomposició. Nabopolassar es va revoltar a Babilònia, però només va poder dominar les ciutats del nord (el centre i sud va romandre lleial a Assíria); el 623 aC, els rebels van ocupar Der, el 616 aC Uruk, el 615 aC Nippur, i el mateix any els babilonis pujaven cap al Khabur i el Balikh. Manna, com a estat, va romandre lleial a Assíria i la província de Parsua tampoc no va donar cap símptoma conegut de rebel·lia. Les forces assíries i mannees van ser derrotades pels babilonis a Qablinu (probablement al curs mitjà de l'Eufrates) i aquest èxit va alarmar el faraó Psammètic I, que va optar per enviar-hi ajut, que fou poc efectiu. El 615 aC, va ser assetjada Assur pels babilonis, però el setge va haver de ser aixecat amb fortes pèrdues i llavors van obtenir l'aliança de Ciaxares de Mèdia, que es va apoderar de Manna i d'Arrapkha (615 aC), deixà sense sotmetre Parsua i es va dirigir a Nínive; no la va poder ocupar, però sí que va conquerir Assur (614 aC); el 612 aC, els medes eren altre cop davant Nínive i al cap de tres mesos (agost del 612 aC) la van ocupar. Tota la part oriental, amb Parsua i les altres províncies, van passar als medes.